# Mount Macdonald
Mount Macdonald – szczyt w Kolumbii Brytyjskiej, w Kanadzie, w paśmie Selkirk. Pierwotnie zwany był Mount Caroll, ale nazwę zmieniono na cześć sir Johna A. Macdonalda, pierwszego premiera Kanady. Pod górą przebiegają dwa tunele kolejowe.